# Divi-Blasii-Kirche

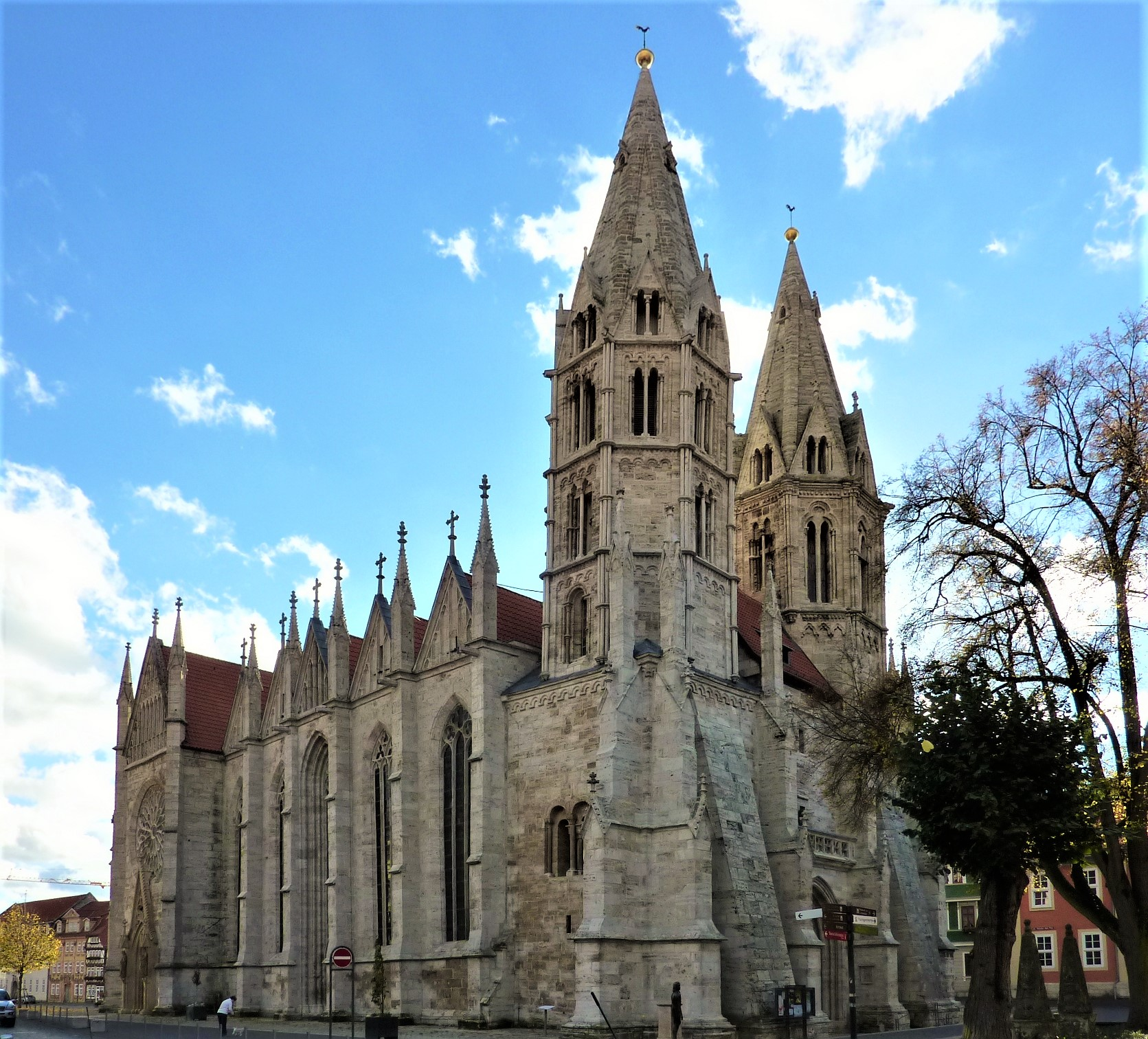
Divi-Blasii-Kirche von Nordwesten gesehen

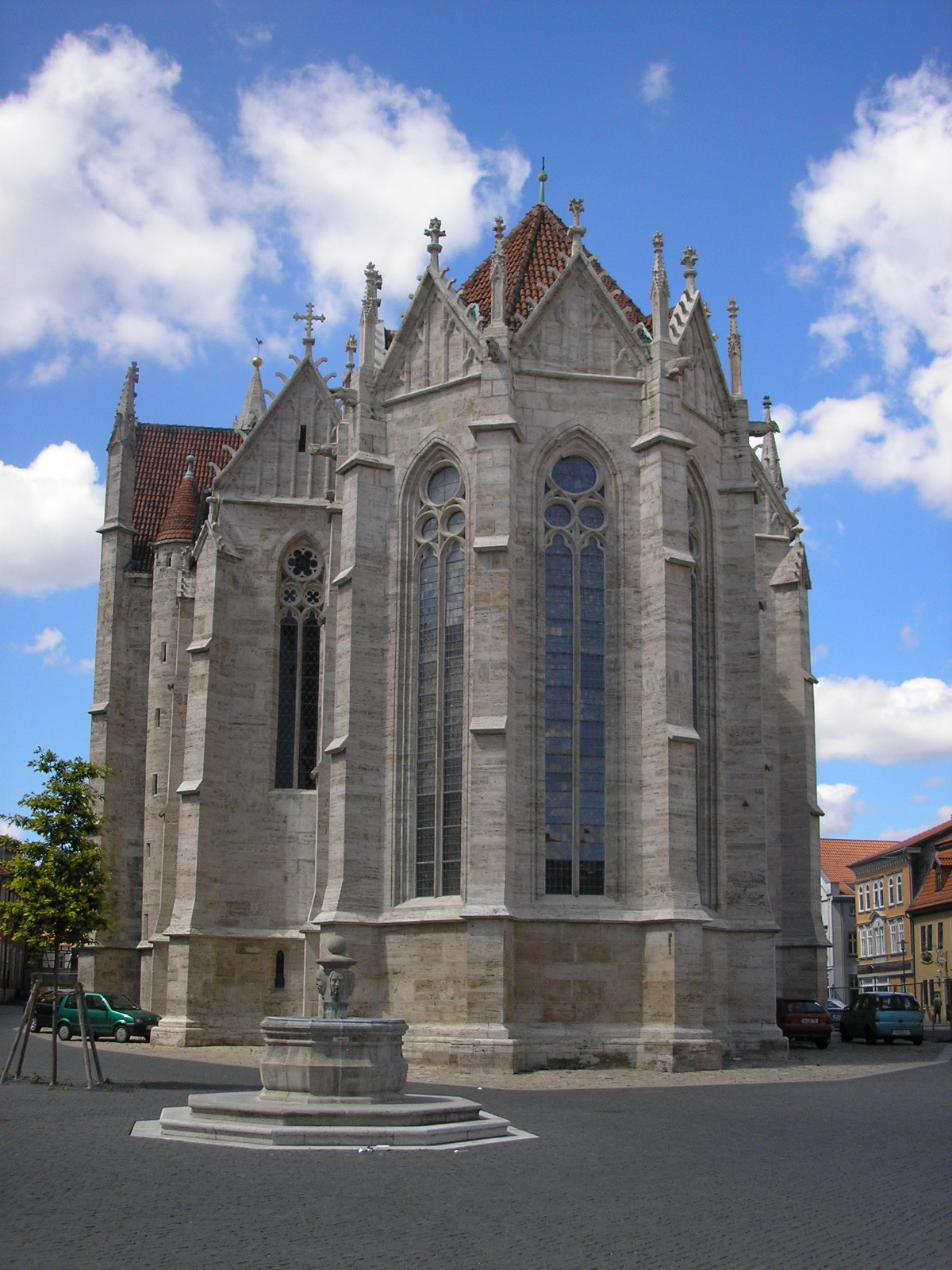
Ansicht der Divi-Blasii-Kirche von Osten

Die Divi-Blasii-Kirche ist eine dreischiffige, kreuzförmige Hallenkirche am Untermarkt der Stadt Mühlhausen in Thüringen. Die aufwändig mit Maßwerk, Fialen und einem Radfenster gestaltete Schaufassade an der Nordseite liegt an einem alten Handelsweg. Die Divi-Blasii-Kirche ist heute Pfarrkirche der evangelisch-lutherischen Kirchengemeinde Mühlhausens innerhalb der Evangelischen Kirche in Mitteldeutschland.

## Geschichte
Der Deutsche Orden begann den Bau dieser gotischen Kirche um 1276. Vorgängerbauten gehen auf das frühe 12. Jahrhundert zurück.
1556 überließ der Deutsche Orden die Kirche einer evangelisch-lutherischen Gemeinde. Etwa 1600 wurde die lateinische Bezeichnung sanctus Blasius („heiliger Blasius“) durch divus Blasius („göttlicher Blasius“) ersetzt, im Genitiv [ecclesia] divi Blasii („Kirche des göttlichen Blasius“).
Von Juli 1707 bis Juli 1708 amtierte hier Johann Sebastian Bach als Organist. Zum Ratswechsel komponierte er im Februar 1708 die festliche Kantate Gott ist mein König, die als einzige aus dieser Zeit als Druck erhalten ist. Ihm ist das Bach-Denkmal von Klaus Friedrich Messerschmidt von 2009 gewidmet.
Mit Einführung der preußischen Unionsagende von 1817 wurde die Kirche Teil der preußischen Unionskirchen (EUK). Sie ist seit der Säkularisation die zentrale Kirche der Evangelischen Kirchengemeinde Mühlhausen und Veranstaltungsort für Konzerte und Kunstausstellungen.
Über mehrere Jahrhunderte wurde in der Kirche die Magdeburger Blutbibel aufbewahrt, die dann jedoch in das Archiv des Kirchenkreises abgegeben wurde.

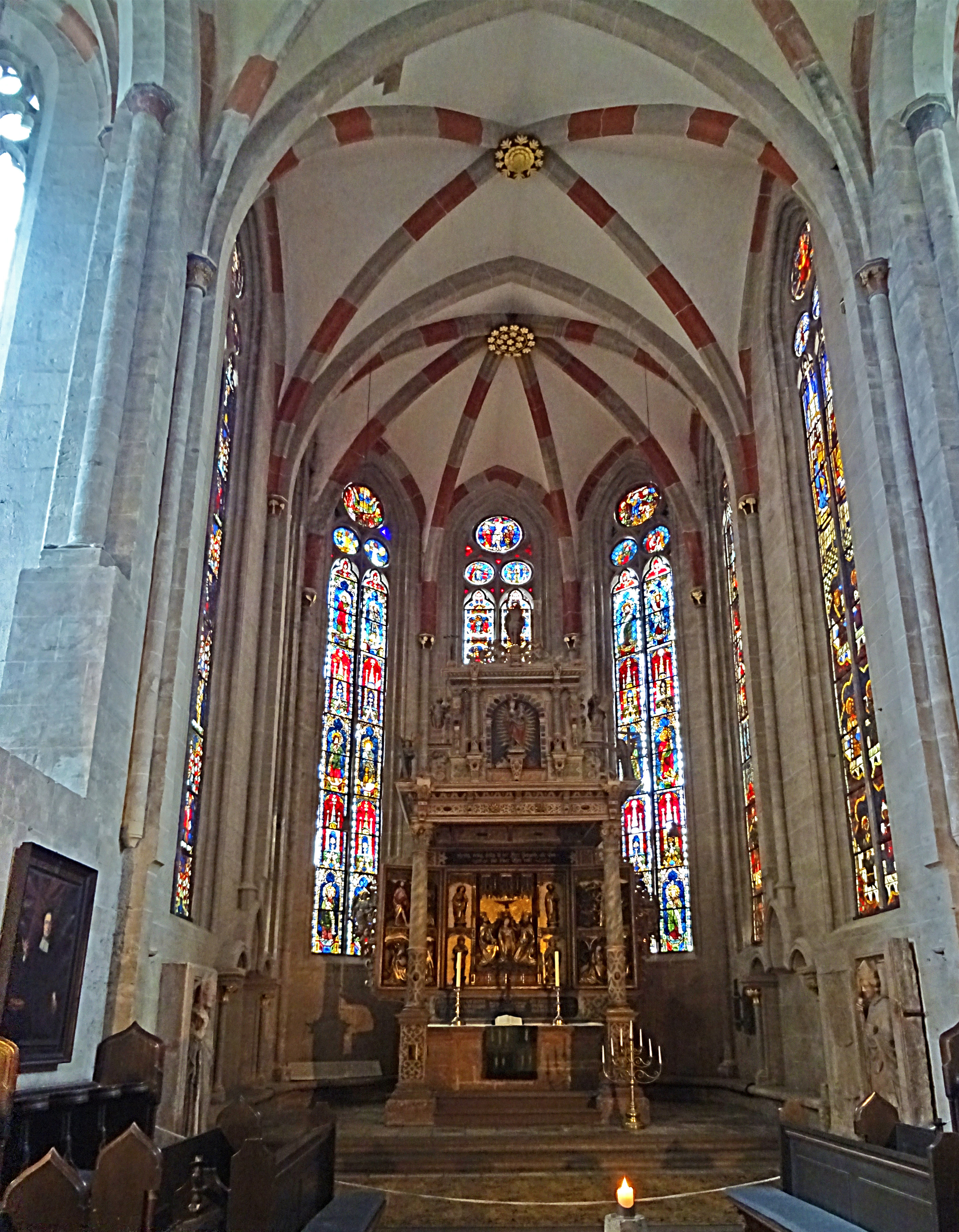
Chorraum der Divi-Blasii-Kirche

## Architektur
Im Nordquerhaus befindet sich eine Maßwerkrose, die etwas kleiner als die von Notre-Dame in Paris ist. Unter der Maßwerkrose befindet sich an der Nordaußenseite ein Wimpergportal. Maßwerkrose, Wimpergportal und Chorpolygon – hier besonders das niedrige Sockelgeschoss, die hohen Fenster und die Dachgiebel – lassen deutlich Einflüsse nordfranzösischer Kathedralbauten erkennen. Das Langhaus und das ca. 1276/82 erbaute Chorpolygon bilden ein Kreuzrippengewölbe. Zwei Schlusssteine im Chor zieren Adler und Löwe, beide Zeichen der Tugenden Christi.
Auf der Westseite stehen zwei achteckige, 42 m hohe Steintürme, die von einem Vorgängerbau aus der Zeit um 1245/65 stammen. Die Turmsockel prägen romanische Stilelemente. Im Südwestturm befindet sich eine Glocke aus dem Jahre 1281. Die Türme haben Ähnlichkeiten mit den beiden kleinen Türmen der benachbarten Marienkirche. Beide sind infolge ungenügender Fundamentierung aus dem Lot gewichen. Der Zugang zur Kirche erfolgt heute über den Westeingang. Über dem Westportal befindet sich ein Tympanon, das die Kreuzigung Christi darstellt.

## Ausstattung

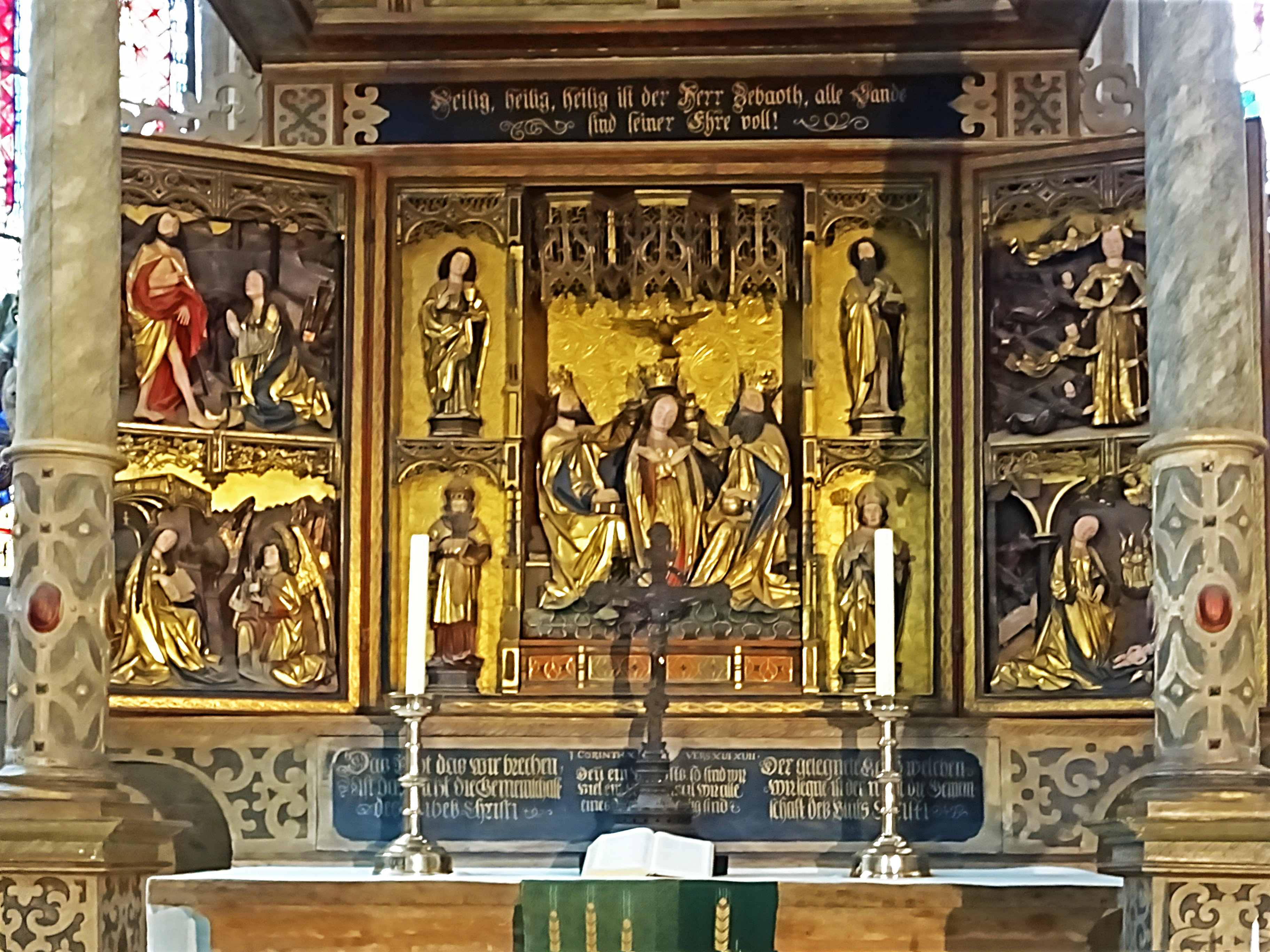
Der Schnitzaltar

Im Kircheninneren befinden sich bedeutende Grabsteine des 13. und 14. Jahrhunderts, eine spätgotische Kanzel, Epitaphien der Renaissancezeit, ein achteckiger Taufstein aus dem Jahre 1596 und ein Lutherstandbild aus dem Jahre 1903. Etwa zwischen 1543 und 1548 wurden die Wandelaltäre im Innenraum während des Bildersturms zerstört. Der Hochaltar im Chorpolygon blieb größtenteils erhalten und zeigt das Marienleben und Heiligendarstellungen. Chor und Vierung trennt ein geschmiedetes Gitter aus der Barockzeit von ca. 1640. Der Chor beherbergt u. a. auch ein Bildnis des früheren Mühlhäuser Superintendenten und Kirchenlieddichters Ludwig Helmbold. An den Chorwänden befinden sich Grabplatten von geistlichen Würdenträgern.
Die Chorfenster stammen aus der Zeit von 1310/1330 und stellen Johannes den Täufer und den heiligen Blasius von Sebaste dar. Die sieben alten Chorfenster wurden von der Werkstatt Linnemann in Frankfurt um 1900 wiederhergestellt, neu gestaltete Alexander Linnemann zusätzlich sechs Fenster mit figürlichen Darstellungen. Unterlagen hierzu befinden sich im Linnemann-Archiv.
Die gotischen Bogenfenster der Divi-Blasii-Kirche sollen dem aus Mühlhausen stammenden und in die USA ausgewanderten Architekten Johann August Röbling (später John Augustus Roebling) bei der Gestaltung der Türme der Brooklyn Bridge zwischen den New Yorker Stadtteilen Manhattan und Brooklyn als Vorbild gedient haben.

## Orgel

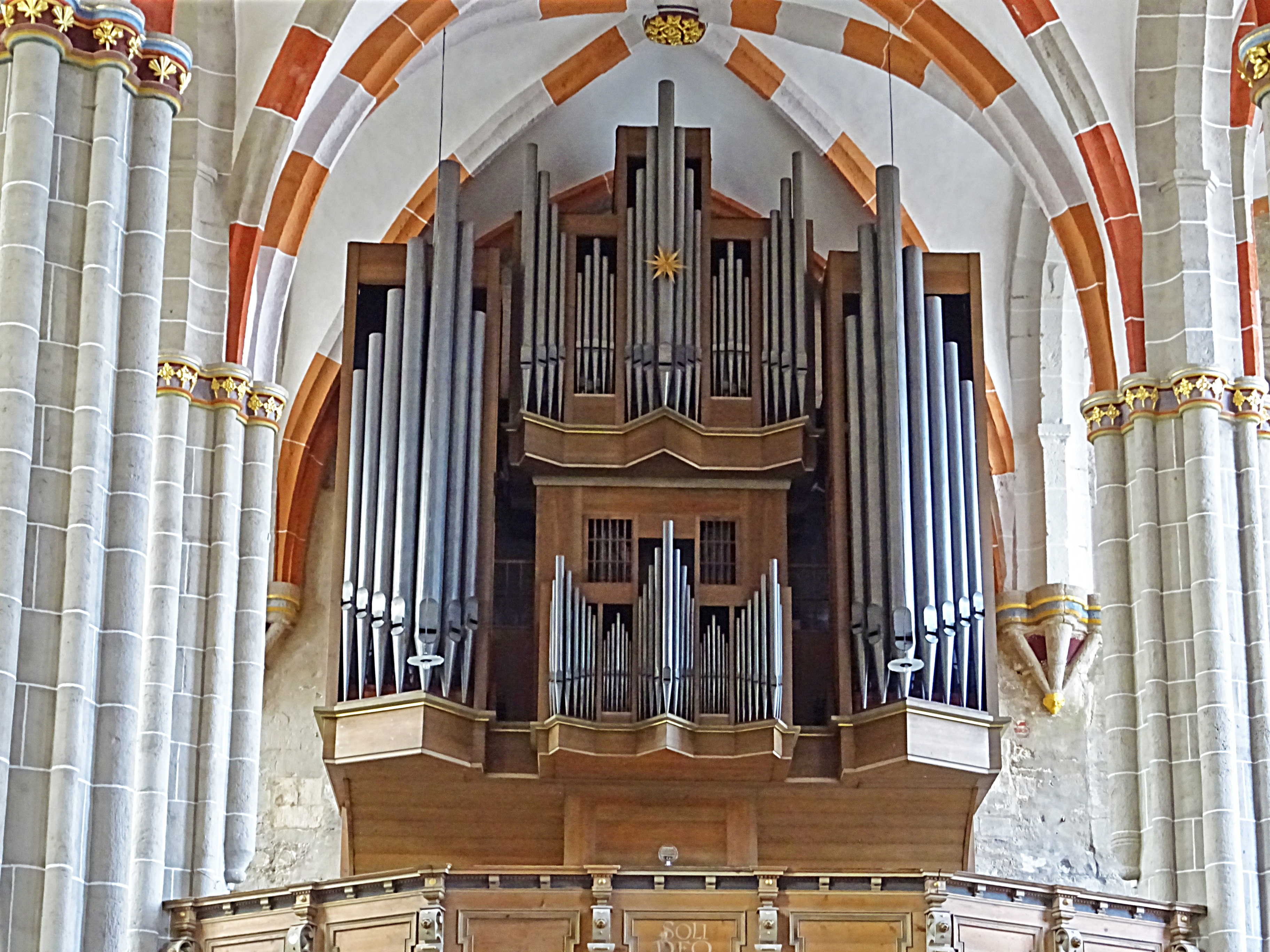
Die Schuke-Orgel

Auf der westseitigen Empore befindet sich die ursprünglich 1959 sowie nach Generalüberholung am 14. September 2008 erneut eingeweihte Schuke-Orgel (op. 293). Albert Schweitzer als Organist und Bach-Kenner wirkte an ihrer Planung mit; als Grundlage diente dabei eine von Johann Sebastian Bach speziell für diese Kirche entworfene Disposition. Bach ließ nämlich die Disposition der damaligen Orgel nach seinen Vorstellungen ändern. Sie gehört damit zu den wenigen Orgeln weltweit, die nach einer von Bach angefertigten Disposition erbaut wurden. Das Instrument besitzt drei Manuale und 42 Register. Dem zugrunde liegenden Entwurf Bachs wurden wenige Register hinzugefügt, damit auch modernere Orgelliteratur mit ihren Klangfarben authentisch zu spielen ist.
Der Prospekt wurde von Fritz Leweke entworfen.
| I Hauptwerk C–d3 |                 |        |
| 1.               | Quintadena      | 16′    |
| 2.               | Principal       | 08′    |
| 3.               | Rohrflöte       | 08′    |
| 4.               | Viola di Gamba  | 08′    |
| 5.               | Oktave          | 04′    |
| 6.               | Gedackt         | 04′    |
| 7.               | Nassat          | 02 ⁄3′ |
| 8.               | Oktave          | 02′    |
| 9.               | Mixtur IV       |        |
| 10.              | Cymbel II       |        |
| 11.              | Sesquialtera II | 02 ⁄3′ |
| 12.              | Fagott          | 16′    |
| 13.              | Trompete        | 08′    |

| II Rückpositiv C–d3 |                 |       |
| 14.                 | Gedackt         | 8′    |
| 15.                 | Quintadena      | 8′    |
| 16.                 | Principal       | 4′    |
| 17.                 | Salicional      | 4′    |
| 18.                 | Oktave          | 2′    |
| 19.                 | Spitzflöte      | 2′    |
| 20.                 | Quintflöte      | 1 ⁄3′ |
| 21.                 | Cymbel III      |       |
| 22.                 | Sesquialtera II | 2 ⁄3′ |
| 23.                 | Dulcian         | 8′    |
|                     | Tremulant       |       |

| III Brustwerk C–d3 |              |        |
| 24.                | Stillgedackt | 8′     |
| 25.                | Flöte        | 4′     |
| 26.                | Principal    | 2′     |
| 27.                | Terz         | 1 3⁄5′ |
| 28.                | Quinte       | 1 ⁄3′  |
| 29.                | Mixtur III   |        |
| 30.                | Schalmei     | 8′     |
|                    | Tremulant    |        |

| Pedalwerk C–f1 |               |     |
| 31.            | Untersatz     | 32′ |
| 32.            | Principal     | 16′ |
| 33.            | Subbaß        | 16′ |
| 34.            | Oktave        | 08′ |
| 35.            | Gedacktbaß    | 08′ |
| 36.            | Oktave        | 04′ |
| 37.            | Nachthorn     | 02′ |
| 38.            | Rohrflötenbaß | 01′ |
| 39.            | Mixtur IV     |     |
| 40.            | Posaune       | 16′ |
| 41.            | Trompete      | 08′ |
| 42.            | Cornettbaß    | 02′ |

- Koppeln: II/I, III/I, I/P, II/P
- Cymbelstern

Johann Sebastian Bach war 1707–1708 Organist an der Divi-Blasii-Kirche. Am Tag des heiligen Blasius, dem 3. Februar, fand alljährlich die Ratswahl statt. Am Folgetag wurde in einem Festgottesdienst der Segen für den neuen Rat erbeten. Für diesen Anlass entstand Bachs Kantate Gott ist mein König; am 4. Februar 1708 wurde sie in Divi Blasii uraufgeführt.
Das von dem Bildhauer Klaus Friedrich Messerschmidt geschaffene, 2009 enthüllte Bach-Denkmal neben seiner Wirkungsstätte Divi Blasii zeigt den jungen Bach stehend neben einem Denkmalsockel.

## Glocken und Glockenritzzeichnungen
Drei wertvolle mittelalterliche Großglocken hängen in den beiden Westtürmen. Die große Glocke im Nordturm hat das Gussjahr 1345. Sie wiegt rund 5 1⁄2 Tonnen und wird, ebenso wie die kleinere Messglocke von 1448, von seltenen, kunsthistorisch bedeutsamen Glockenritzzeichnungen geziert. Die Sonntagsglocke aus dem Jahr 1281 gilt als älteste datierte Glocke Thüringens.

## Galerie

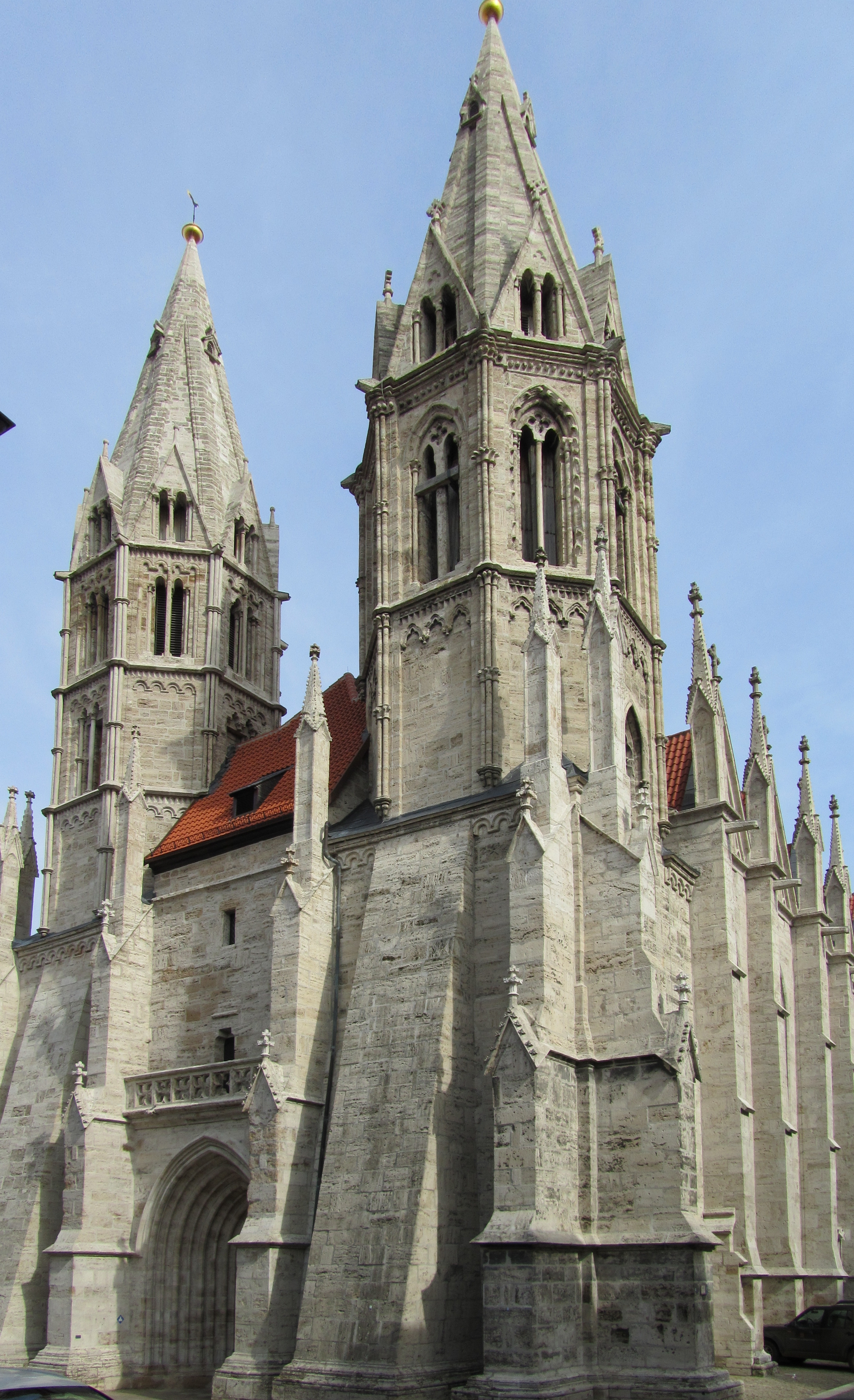
Westwerk
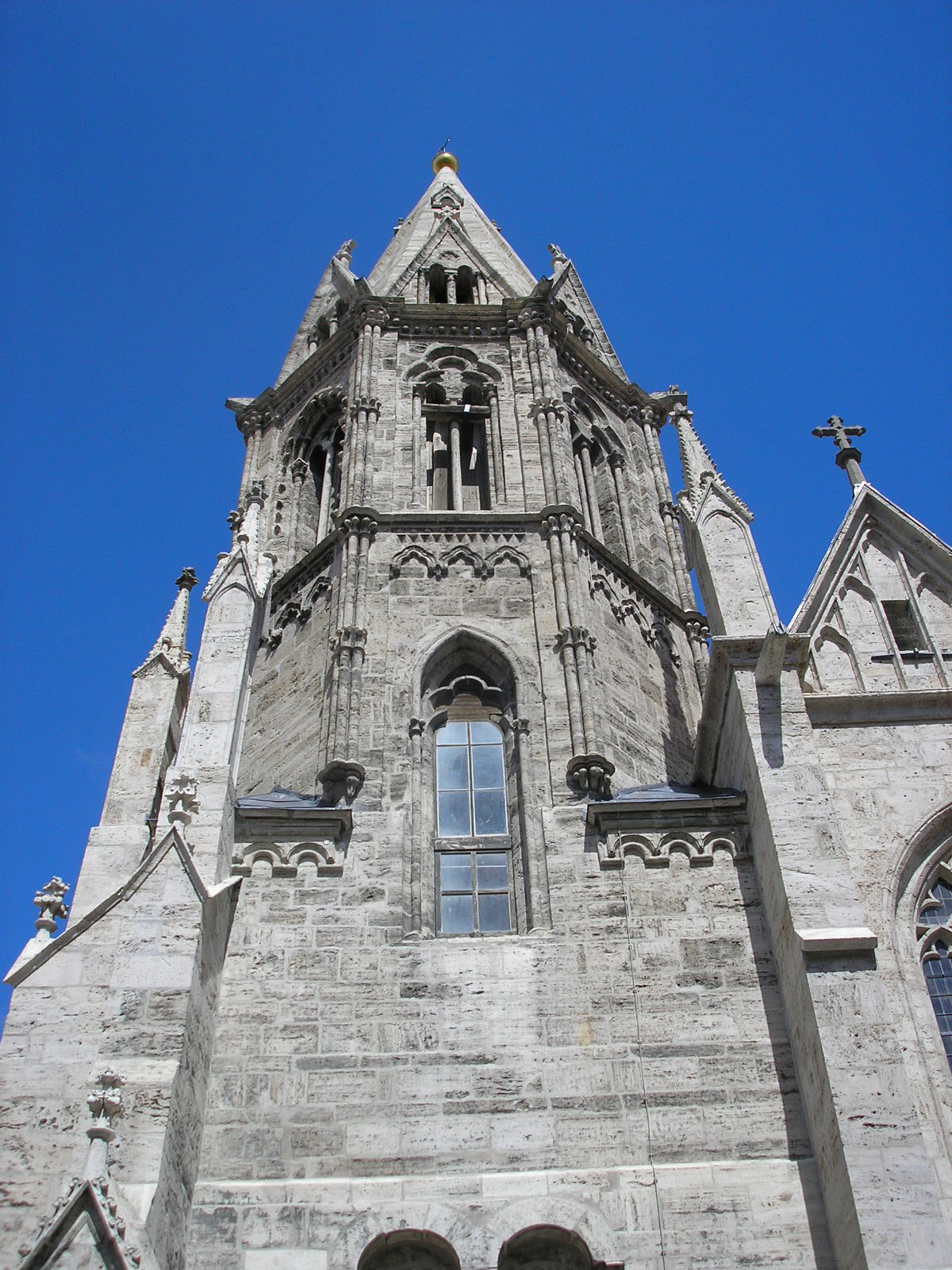
Südturm
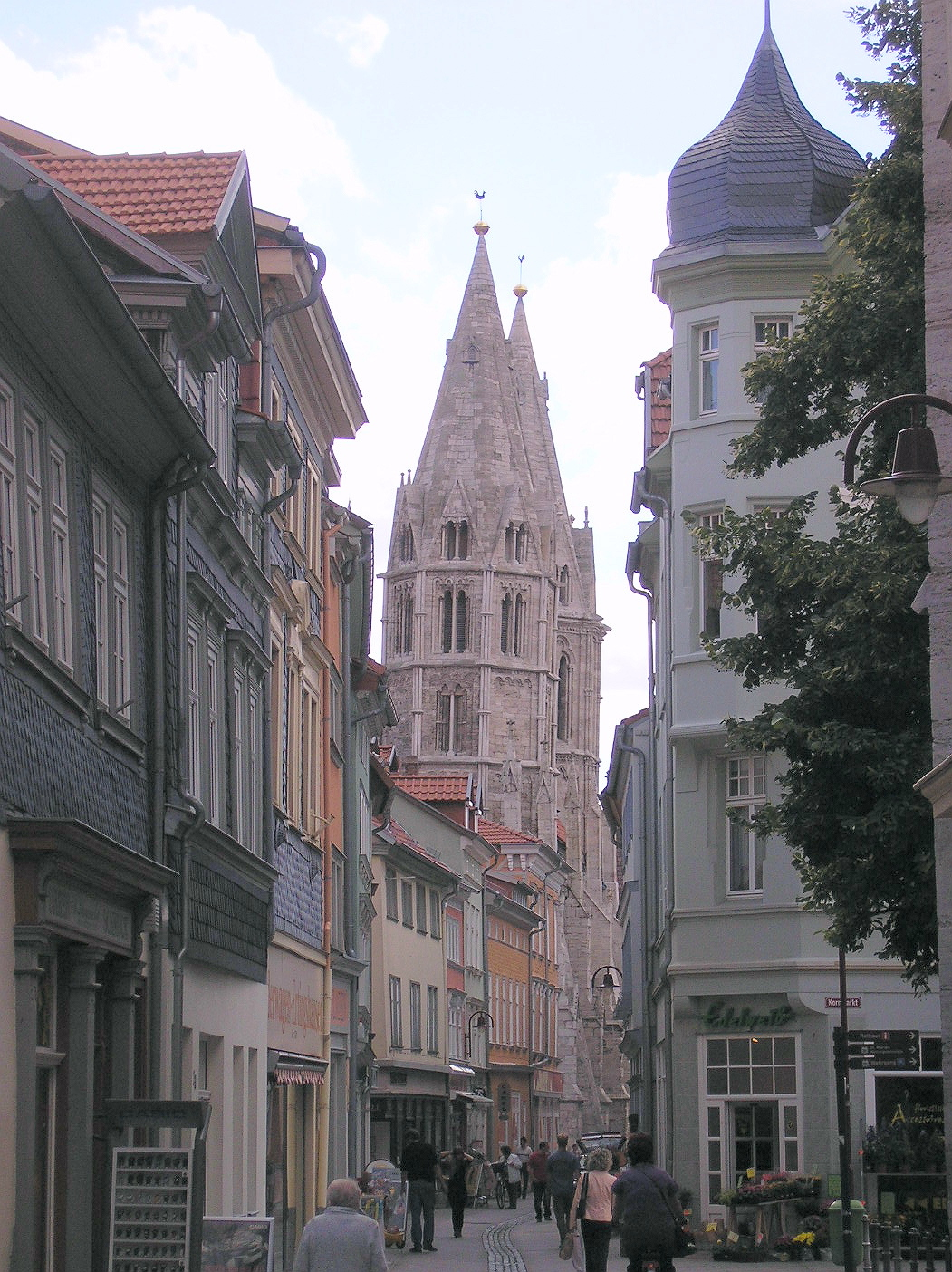
Durch die Linsenstraße auf die Türme (nach Süden) blickend
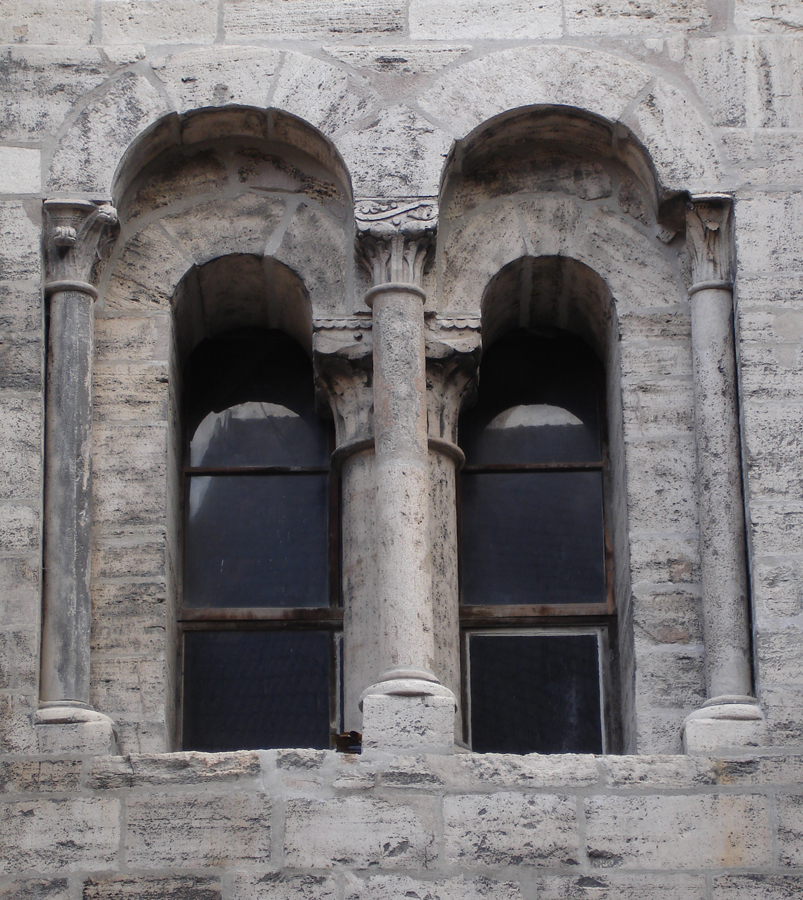
Detail Südturmsockel
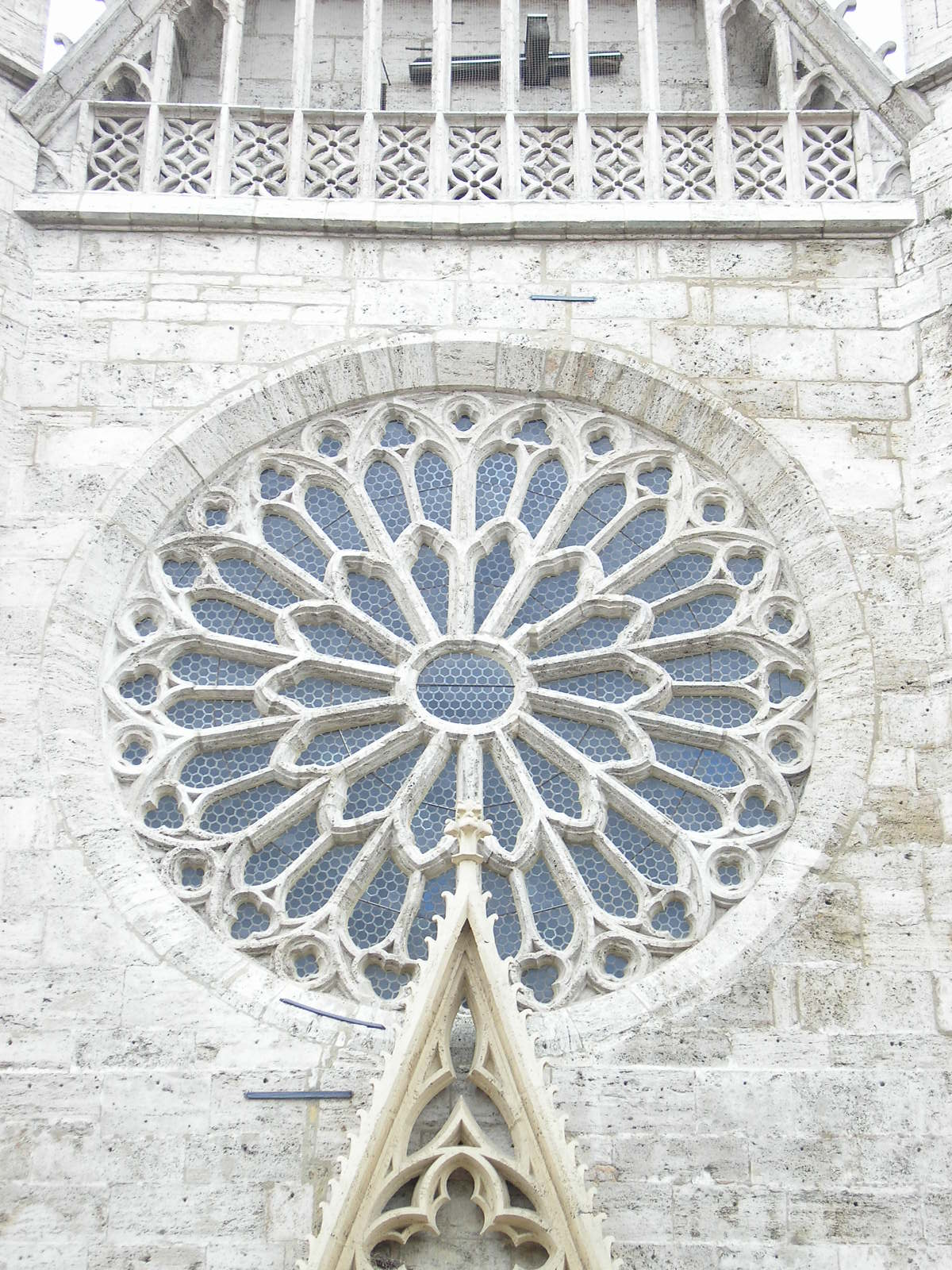
Maßwerkrose im Transept
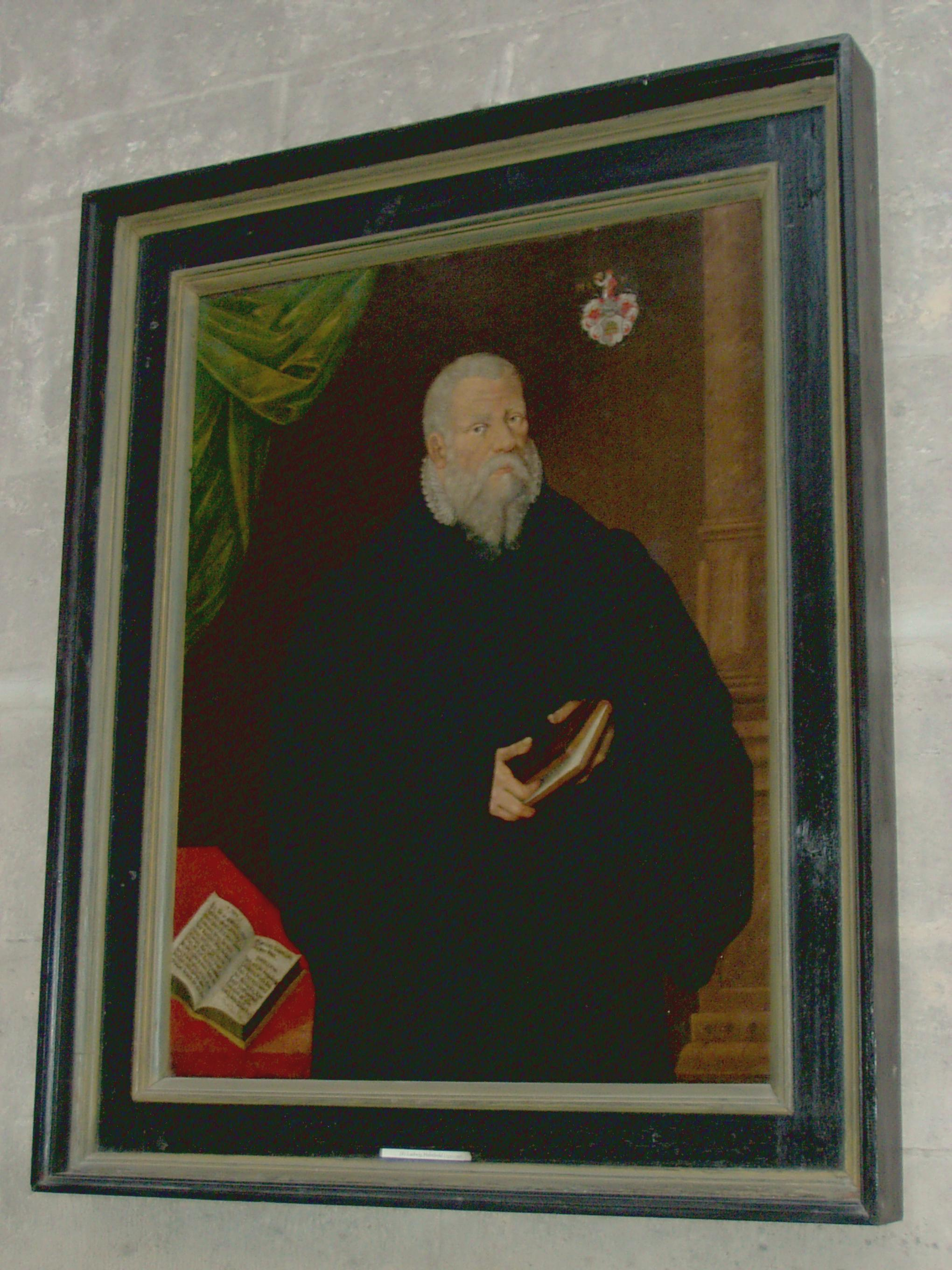
Bildnis von Ludwig Helmbold (1532–1598), lutherischer Kirchenlieddichter

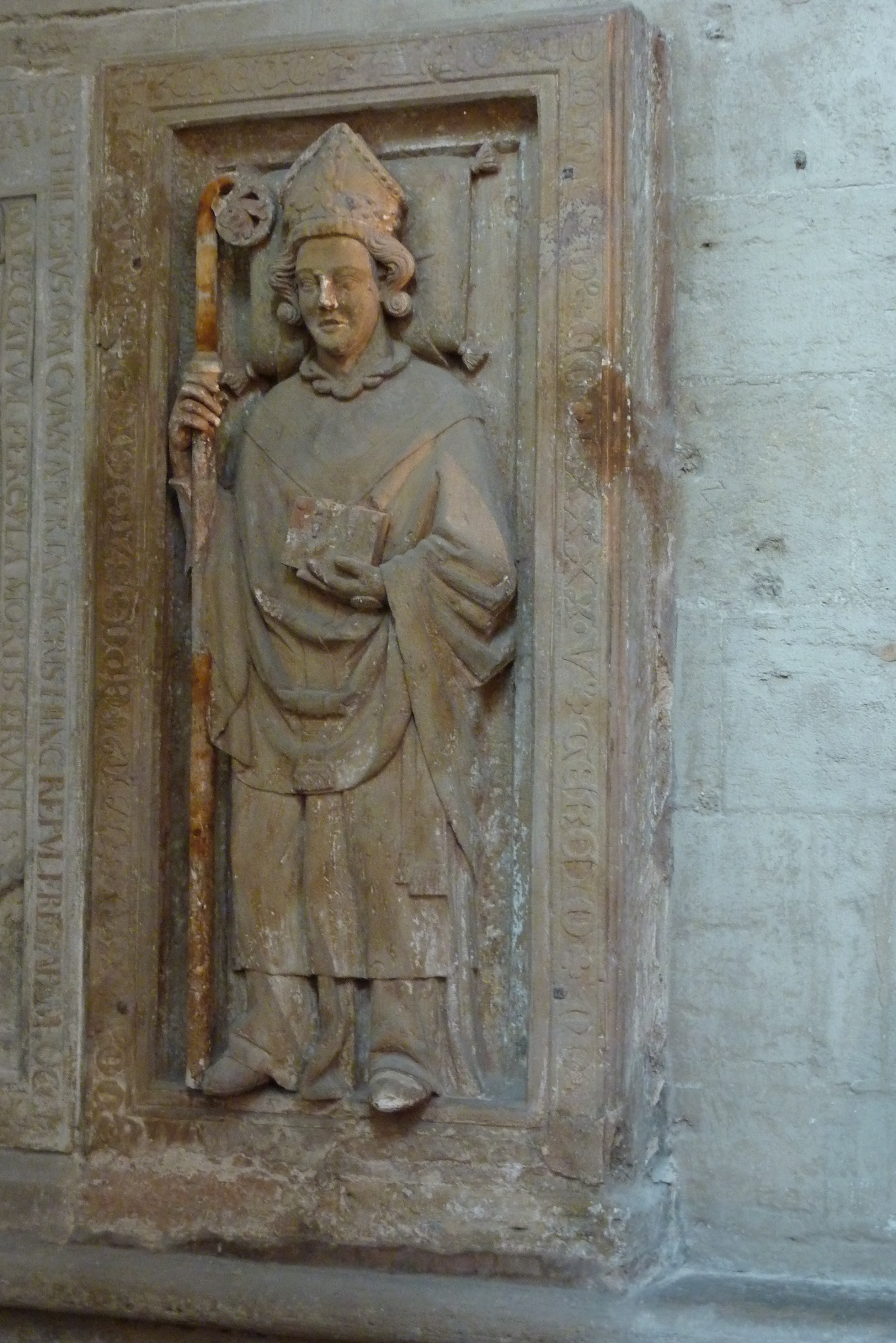
Grabstein des Christian von Mühlhausen (gest. 1295)
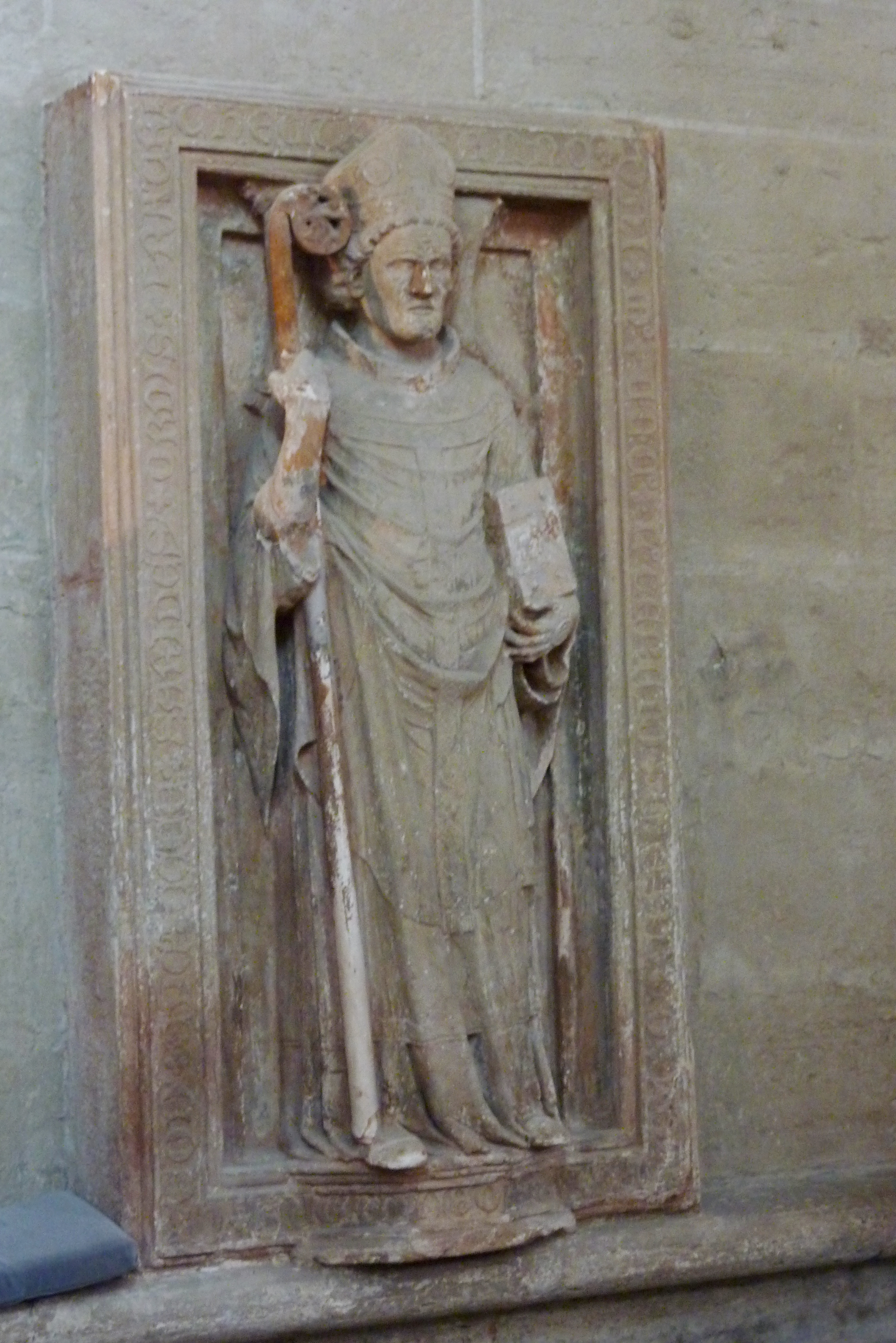
Grabstein des Dietrich von Ammern (gest. 1353)
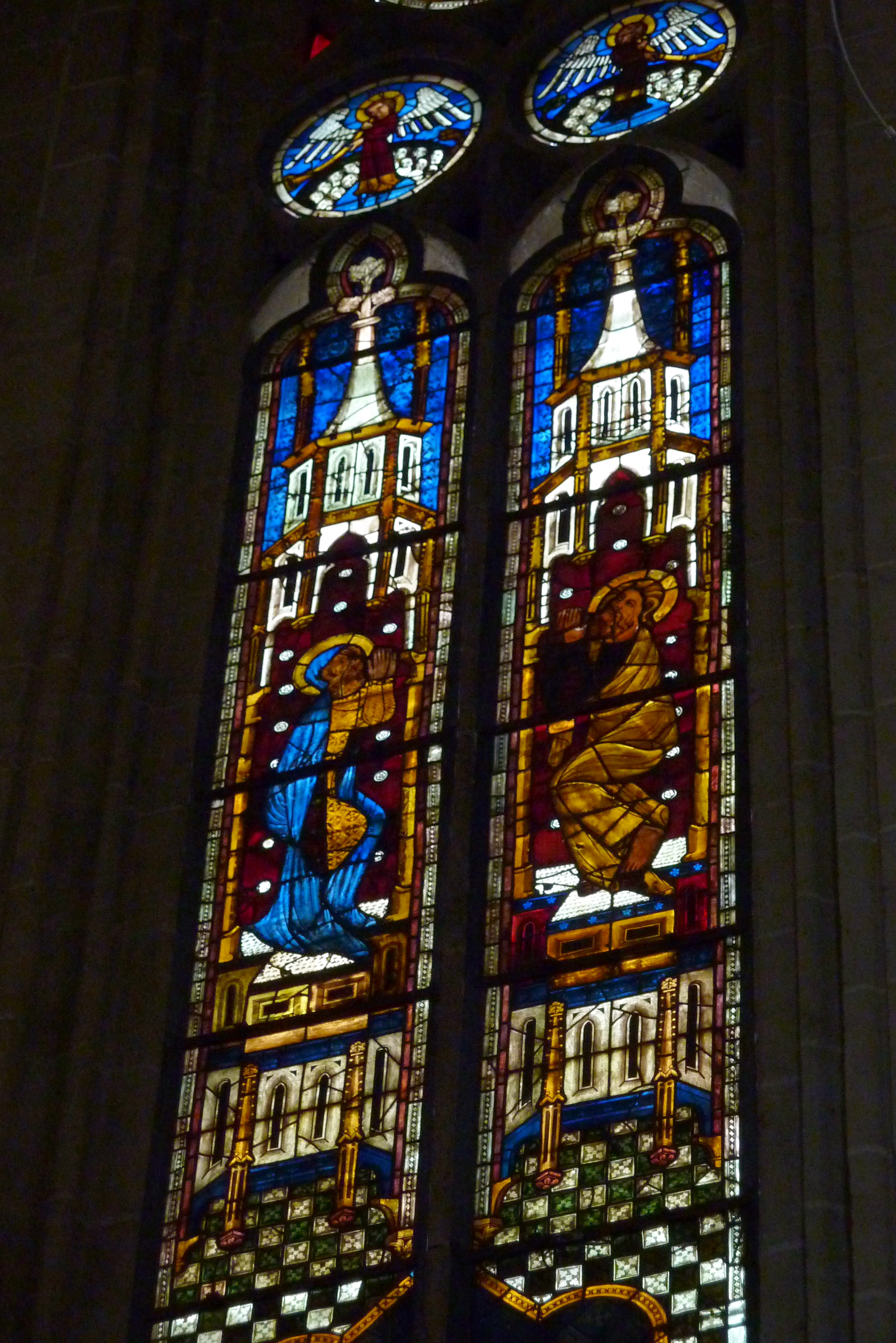
Fenster aus dem 14. Jh.
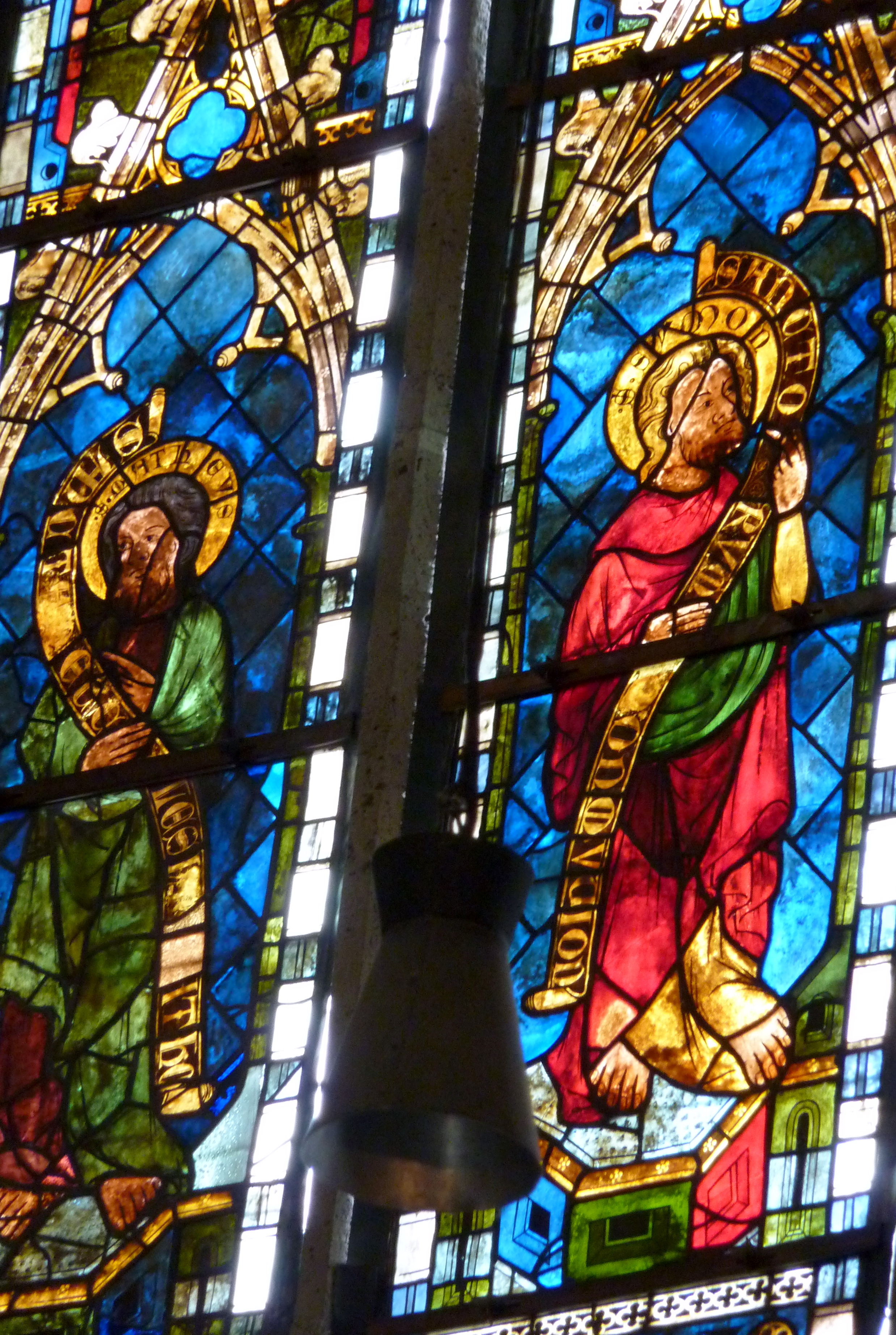
Matthäus und Simon (14. Jh.)
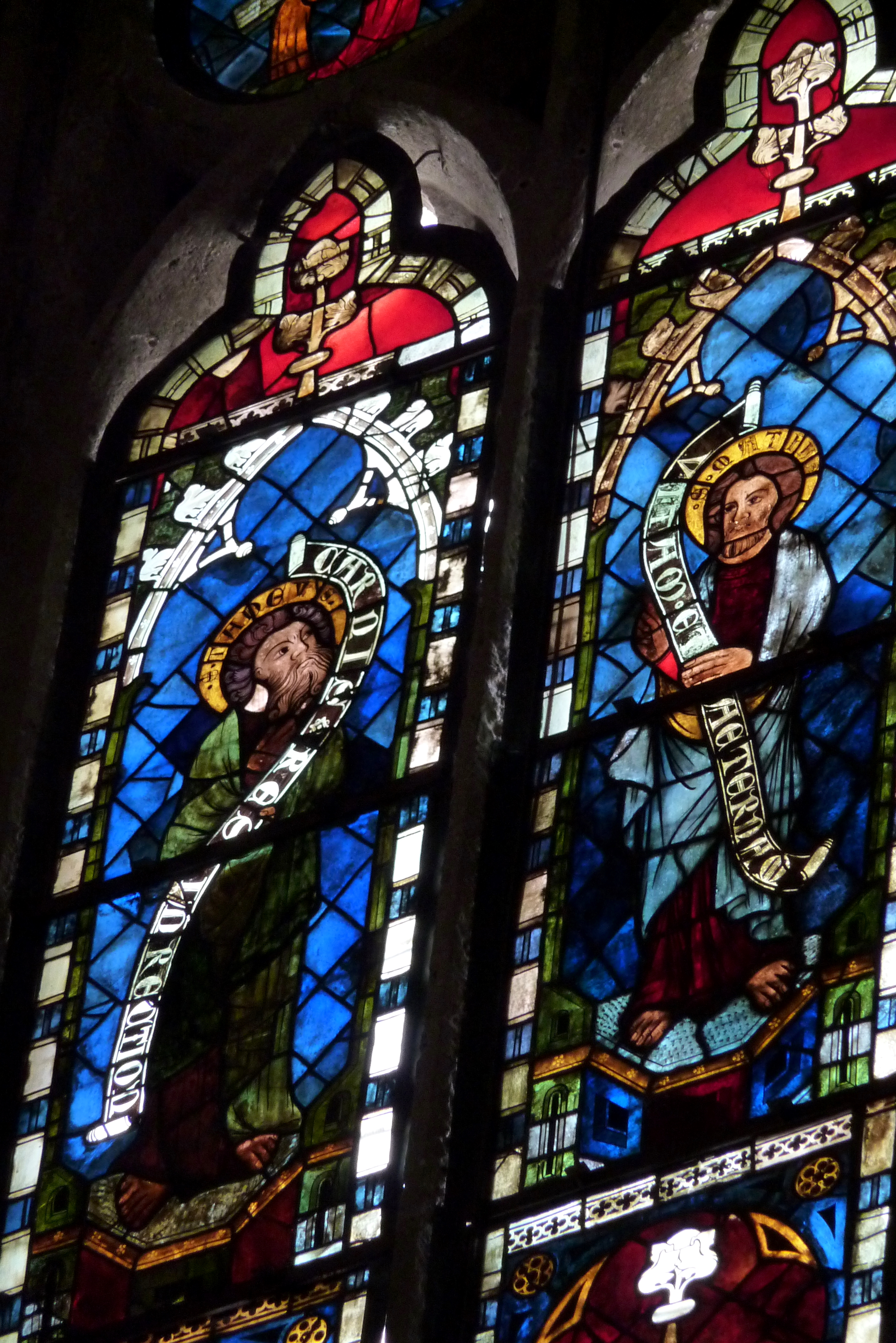
Thaddäus und Matthias (14. Jh.)
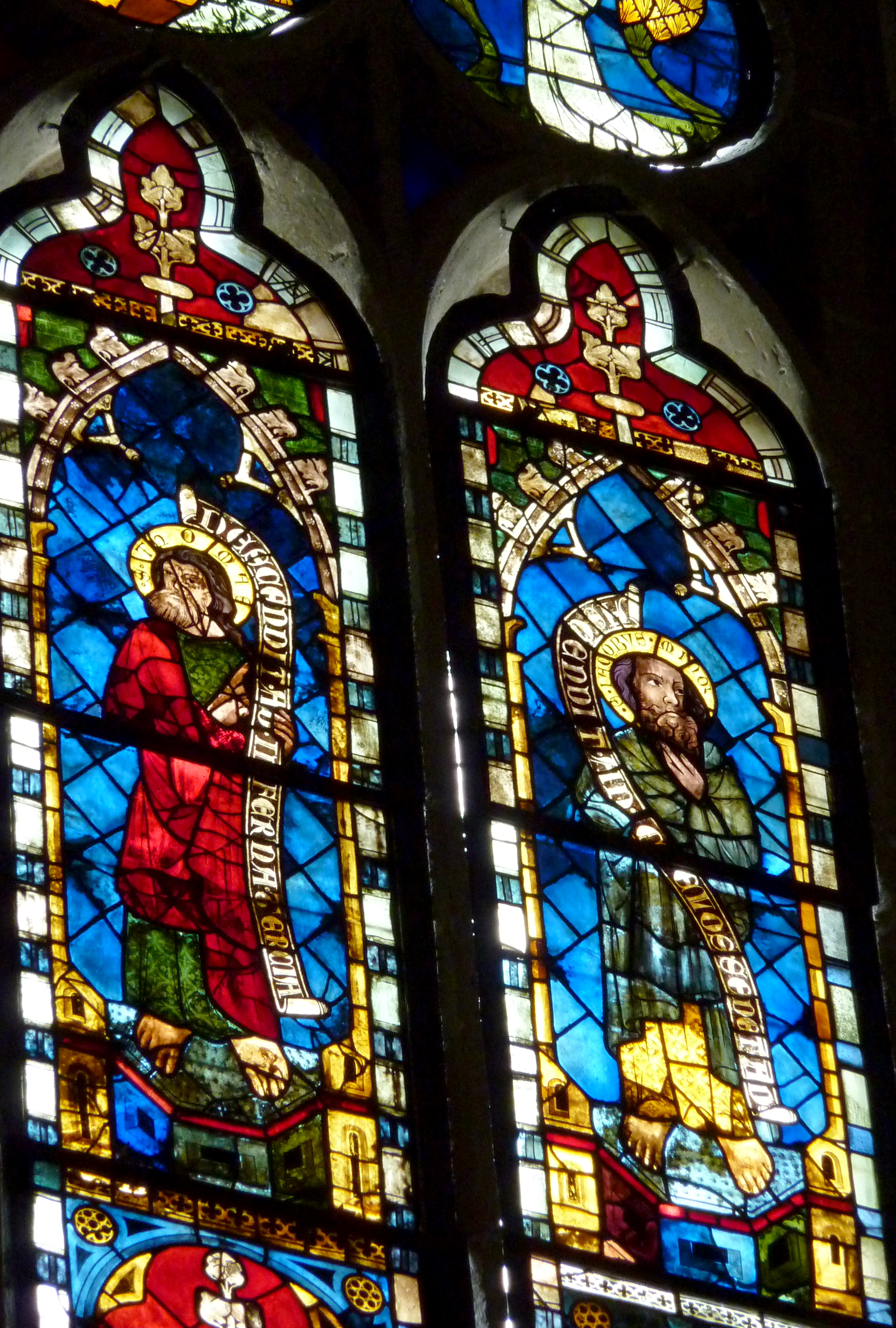
Thomas und Jakobus (14. Jh.)